# Tag der Rache
Tag der Rache ist ein dänisches Filmdrama von Carl Theodor Dreyer aus dem Jahr 1943. Die Literaturverfilmung basiert auf dem Theaterstück Anne Pedersdotter von Hans Wiers-Jenssen, das wiederum durch den historischen Fall der Anne Pedersdotter inspiriert wurde.

## Handlung
In einem dänischen Ort wird im Jahr 1623 die alte Frau Herlofs Marte der Hexerei bezichtigt. Sie flieht in das Haus des Pfarrers Absalon, wo dessen junge Frau Anne sie auf dem Dachboden versteckt. Dort wird sie von ihren Häschern gefunden. Ihr Prozess einschließlich der peinlichen Befragungen mittels Folter wird von Absalon geleitet, der mit ihrem Geständnis ihre Seele retten will und sie auf den Scheiterhaufen bringt.
Zwischen Martin, dem gerade zurückgekehrten Sohn Absalons, und Anne entwickelt sich eine heimliche Liebesbeziehung. Absalons Mutter Merete hasst Anne, sie ahnt von der emotionalen Verbundenheit der beiden und warnt ihren Enkel, doch dieser kann von Anne nicht ablassen. Anne stellt sich vor, wie schön ein gemeinsames Leben sein könnte, wenn Absalon tot wäre. Absalon kehrt kurz darauf vom Besuch bei einem Sterbenden zurück und Anne offenbart ihm die Beziehung zu Martin. Absalon, der sie ohne ihren Willen als Kind geheiratet hatte, stirbt an einem Herzinfarkt.
Am Sarg bezichtigt Merete Anne, mittels Hexerei Absalon getötet zu haben. Nachdem auch Martin sich von ihr abwendet und auf Meretes Seite stellt, gesteht Anne „ihre Tat“.

## Kritik
„Ein Film von klarer geistiger Formung und hohem künstlerischem Wert.“